# ブラジル電力
ブラジル電力（ブラジルでんりょく、Centrais Elétricas Brasileiras S.A、略称 : Eletrobrás）は、ラテンアメリカ最大の電力会社である。ニューヨーク証券取引所、サンパウロ証券取引所に上場している。活動領域をブラジル国内のみならず、ラテンアメリカやアフリカ大陸にも広げつつある。

## 概要
ブラジル電力が創立したのは、1962年のことであり、ブラジルの電力の60％を供給している。発電容量は40,000MWであり、ほとんどが水力発電所によってまかなわれている。ブラジル政府がブラジル電力の株式の52％を保有しており、Bovespaのみならず、ニューヨーク証券取引所、マドリード証券取引所にも株式を上場している。
ブラジルの経済における巨大さ、ブラジル最大の水力発電所であるイタイプダムの資本の50％以上を保有していることから、ブラジルの経済成長の重要な役割を果たし続けている企業である。ブラジリアに本社を置くが、メインオフィスをリオデジャネイロに設けている。
また、海外進出においても積極的であり、ペルーのリマ、ウルグアイのモンテビデオにも代表所を置いている。

## 海外進出
ブラジル電力は、2008年4月7日に、Act 11.651を採択した。内容は合弁企業あるいは特別目的会社を設立することで電力業務の海外進出を実施することである。
そのために、ブラジル電力が計画していることは、ラテンアメリカ各国とブラジルの電力網を接続すること、ブラジルとラテンアメリカ各国の間で電力供給によっての統合を実現すること、ブラジル以外の市場で電力業務に参入することで更なる発展を遂げることを目的としている。
ブラジル電力の海外業務進出に当たり、ラテンアメリカおよびアフリカの数カ国でいくつかの交渉がもたれている。アンゴラ、アルゼンチン、コスタリカ、ニカラグア、ペルー、ベネズエラとは発電所の建設や電力の相互融通といった話し合いがもたれている。また、ボリビア、コロンビア、中国、エクアドル、エルサルバドル、ギニアビサウ、ガイアナ、モロッコ、ナイジェリアといった国々とも交渉の場を設けている。

## 環境保護活動
ブラジル電力は、環境保護にも力を入れており、アジェンダ21、京都議定書といった国際協定に準じたガイドラインを社内に作成している。